# کارمه چاپارو

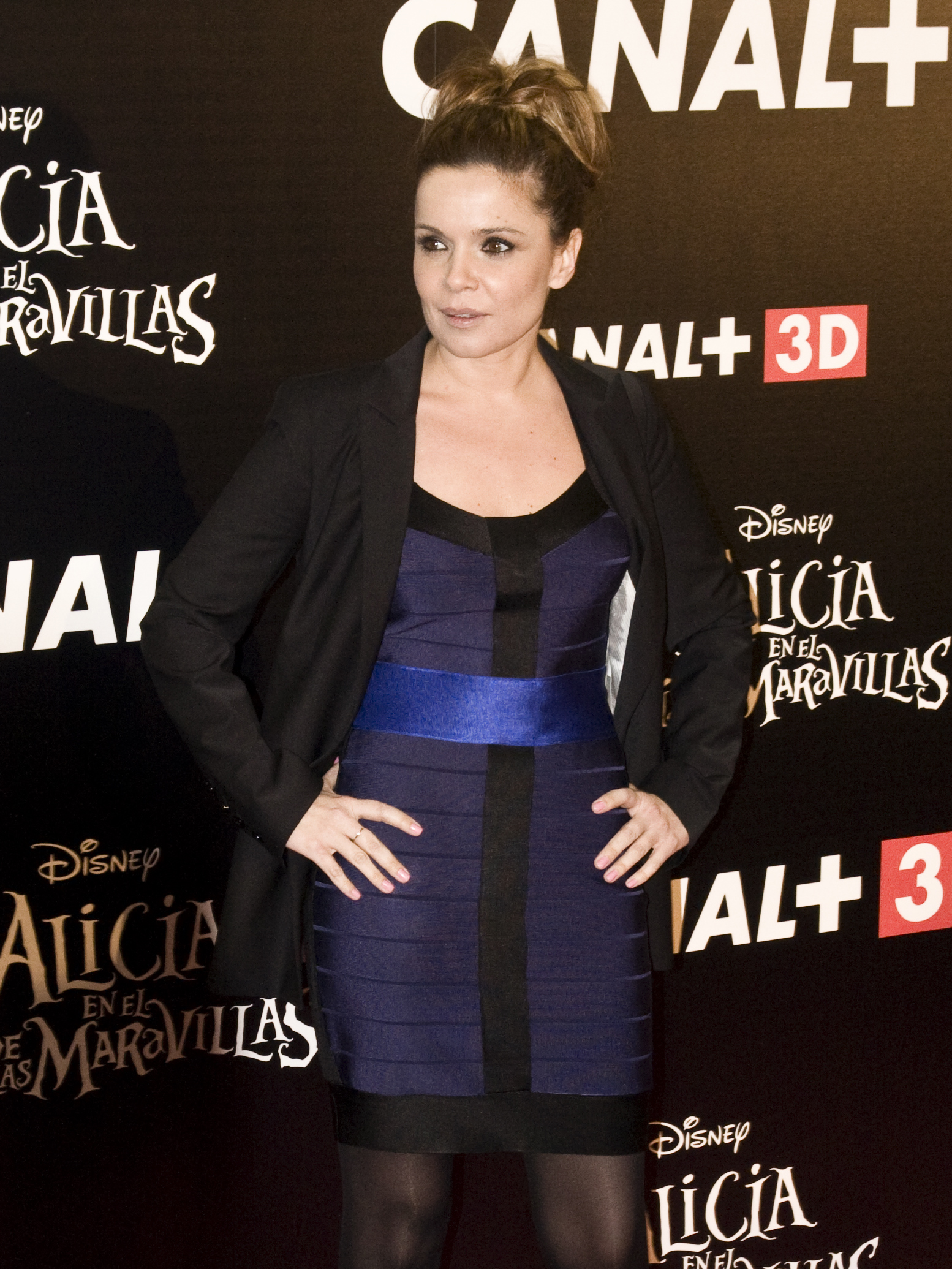

کارمه چاپارو (سالامانکا، اسپانیا، ۵ فوریه ۱۹۷۳) روزنامه‌نگار و نویسنده اسپانیایی است. چاپارو مدرک روزنامه‌نگاری خود را از دانشگاه خودمختار بارسلون در سال ۱۹۹۶ دریافت کرد.
از ژانویه ۱۹۹۷، او به اتاق خبر Informativos Telecinco در کاتالونیا رفت. یک سال بعد، در سال ۱۹۹۸، او مجری و سردبیر Informativos Telecinco Cataluña در ساعات صبح و ظهر شد. وی برنامه‌های ویژه ای چون انتخابات و دیگر رویدادهای مهم را اجرا می‌کرد و مجری مناظره‌های سیاسی در انتخابات منطقه ای بود.

## برنامه‌های تلویزیونی

### ارائه کننده
| سال       | برنامه                    | کانال             | درجات        |
| --------- | ------------------------- | ----------------- | ------------ |
| ۱۹۹۸–۲۰۰۱ | اخبار Telecinco کاتالونیا | تله‌سینکو          | ارائه کننده  |
| ۲۰۰۱–۲۰۰۴ | News Telecinco 14:30      | تله‌سینکو          | ارائه کننده  |
| ۲۰۰۴–۲۰۱۷ | اخبار آخر هفته Telecinco  | تله‌سینکو          | ارائه کننده  |
| ۲۰۱۷–۲۰۱۹ | خبر چهار                  | کواترو            | ارائه کننده  |
| ۲۰۱۹      | چهار در روز               | کواترو            | ارائه کننده  |
| ۲۰۲۱      | زنان در قدرت              | تله‌سینکو و کواترو | ارائه کننده  |
| ۲۰۲۱      | بازکن‌ها                   | کواترو            | میزبان مشترک |
| ۲۰۲۱      | همه چیز دروغ است          | کواترو            | ارائه کننده  |
| ۲۰۲۲      | در کانون توجه             | کواترو            | خبرنگار      |

### مهمان
| سال  | برنامه                                                   | کانال       | درجات |
| ---- | -------------------------------------------------------- | ----------- | ----- |
| ۲۰۱۸ | وقتی بزرگ شدم می‌خواهم (نویسنده ای مثل کارمه چاپارو) باشم | تلویزیون من | مهمان |
| ۲۰۱۹ | حدس بزن امشب دارم چیکار می‌کنم                            | چهار        | مهمان |
| ۲۰۲۱ | روسیو، حقیقت را بگو تا زنده بمانی                        | تله‌سینکو    | مهمان |

### رمان‌ها
پدرت را ناامید نکن (سیاره، 2021).
شیمی نفرت (سیاره، 2018).
من یک هیولا نیستم (سیاره، 2017).